# Urcerey
Urcerey település Franciaországban, Territoire de Belfort megyében. Lakosainak száma 253 fő (2022. január 1.). Urcerey Essert, Échenans-sous-Mont-Vaudois, Argiésans, Banvillars, Bavilliers és Buc községekkel határos.

## Népesség
A település népessége az elmúlt években az alábbi módon változott:
| Lakosok száma | 202  | 215  | 233  | 233  | 233  | 242  | 245  | 249  | 253  |
|               | 2013 | 2015 | 2016 | 2017 | 2018 | 2019 | 2020 | 2021 | 2022 |